# سنفرکا
سنفرکا (به انگلیسی: Sneferka) یکی از پادشاهان دوره آغازین دودمانی مصر بود که ممکن است در پایان دودمان نخست مصر حکومت کرده باشد. طول دقیق سلطنت او مشخص نیست، اما تصور می‌شود بسیار کوتاه بوده و جایگاه زمانی او نیز نامشخص است.